# Alexandre Legrand (peintre)
Alexandre Legrand, né le 16 mai 1822 à Paris où il est mort le 14 octobre 1901, est un peintre français.

## Biographie
Alexandre Legrand est le fils de Jean Joseph Legrand, restaurateur, et d'Annette Camus.
Élève de Léon Cogniet, il expose au Salon de 1844 à 1899.
Au Salon de 1864, il propose Regina Cæli, et à celui de 1868, Le Réveil.
Il meurt célibataire à l'Hôpital Fernand-Widal à l'âge de 79 ans.